# ボロディアンカ
ボロディアンカ（宇: Бородянка、英: Borodianka）は、ウクライナのキーウ州ブチャ地区ボロディアンカ区（フロマーダ）の町（都市型集落）。
2022年ロシアのウクライナ侵攻前は行政の中心地であった。町長はオレクサンドル・サハルク(宇: Сахарук Олександр Васильович)であった。

## 被害
2022年4月4日、ベネディクトワ検事総長はブチャの虐殺を上回る犠牲者が発見されたと発表した。
町長代行のエルコ・ゲオルギー氏は、日本のメディアに町の状況を訴えた。米ニューヨーク・タイムズ紙は、少なくとも200人の死亡が推定されると報じた。11月12日にはバンクシーが同市の壁に「柔道家を投げる子どもの絵」を描いたと発表した。

## 画像
2022年ロシアのウクライナ侵攻前
- ボロディアンカ駅
- ホーム
- 待合室
- 村の入り口の表示
- 大天使ミカエル教会
- ボロディアンカ町議会
- 地区評議会
- 地区文化センター
- ボロディアンカ湖
- タラス・シェフチェンコ像

ロシア軍の爆撃後。瓦礫を取り除き捜索を行うウクライナの救助隊とキーウから駆けつけたボランティアに重機
- キーウ州でも特に深刻な被害を受けたボロジャンカ。戦争初日に爆撃機が家々をロケット弾で破壊した。
- 引き取り手が現れるのを期待して救助隊が発見した遺留品
- 救助は交代制で昼夜を問わず行われている。休息を取る救助隊。